# La Magdalena Contreras
La Magdalena Contreras es una de las dieciséis demarcaciones territoriales de la Ciudad de México, localizada en la zona sur-poniente. Limita al norte con Álvaro Obregón, al oeste con Álvaro Obregón y con el estado de México, al sur con Tlalpan y al este con Tlalpan y Álvaro Obregón.
La Magdalena Contreras es uno de los principales pulmones verdes de la capital, debido a que es una de las alcaldías que conserva áreas naturales; cuenta con importantes lugares de interés social, turístico, ecológico, cultural y religioso. Por la zona corre el último río vivo de la ciudad, el río Magdalena.[cita requerida]

## Toponimia
El nombre de la demarcación proviene de una ermita fundada en el siglo XVI por misioneros franciscanos y dominicos, bajo el patronazgo de Santa María Magdalena. Por su parte, el nombre de «Contreras» viene de la familia Contreras que en el siglo XVI creó un obraje y desde entonces conservó el apellido de sus propietarios. El Señor de Contreras es una escultura de madera de tamaño natural, representando a un Nazareno. Se veneraba originalmente en la ermita de Santa María Magdalena, y se encuentra en la actualidad en el templo del ex-convento de El Carmen, en San Ángel. A la imagen se le atribuyen poderes milagrosos y fue propiedad de Tomás de Contreras.

## Geografía
Sus coordenadas geográficas extremas son: al Norte 19°20′ al Sur 19°13′ de latitud norte, al este 99°12′ y al oeste 99°19′ de longitud oeste. Magdalena Contreras, colinda al norte con la Álvaro Obregón; al este con Álvaro Obregón y Tlalpan; al sur con la Tlalpan y al oeste con el Estado de México y la Álvaro Obregón.
De las 16 alcaldías, La Magdalena Contreras ocupa el noveno lugar en extensión, con una superficie territorial de 7458,43 hectáreas, lo que representa el 5,1% del total territorial de la Ciudad de México. De esta superficie, el 82,05% (6119,46 has.) es área de conservación ecológica y el 17,95% restante (1338,97 has .) es área urbana.
Se ubica en el sur-poniente de la cuenca de México en el margen inferior de las Cruces, formada por un conjunto de estructuras volcánicas.

### Fauna
La fauna en la región de Magdalena Contreras fue muy variada en tiempos prehispánicos, la mayoría de las especies se han extinguido: jaguar (ocelotl), ciervo (mazatl), gato cerval (tlacoocelotl), lince (tlacomiztli), lobo «cuitlamaztli» , lobo «itzcuinquani», coyote (coyotl), oso cuitlachcóyotl, azcacóyotl (oso hormiguero), ocotochtli (gato montés), oztoamapachtli (mapache), tlacuatzin o tlacuache (zarigüeya), liebres (cihtli), conejos (tochtli), comadrejas, zorra, musaraña, armadillo (ayotochtli), tuzas (tozan), ratones (quimichin), ratón montañero, ratón de los volcanes, ratón alfarero, cacomixtle, zorrillo (epatl) y diversas clases de ardillas, como techalotl, tlatechalotl, árboles y los gusanos e insectos que se crían en los troncos. Esta especie, casi extinguida, guardaba el ecosistema de la región manteniendo los bosques. Actualmente podemos admirar las gallinas silvestres o tototl, gavilán, loquita, colibrí, pájaro carpintero, papamosca, golondrinas saltaparedes, primavera, duraznero, gorriones, etc.
También existen reptiles como lagartija, camaleón, víbora de cascabel y culebras. Hay anfibios como salamandras, ranas y ajolotes entre otros. Asimismo insectos, como los que se hallan en los troncos podridos de pino, denominados aesalus tragoides smith; las larvas de este coleóptero son ilofagas; los adultos viven debajo de la corteza y salen un corto periodo de tiempo para ir a invadir nuevos troncos podridos. Habitan también la palomilla Evita hyalinaria bandaria (dyar), lepidóptero de la familia geométrida, cuya larva llegó a ser una seria plaga en el bosque de pinos (abies), y la mariposa Synopcia eximia, cuyas larvas comen tepozán. Además de estos, existe gran diversidad de insectos en los bosques de Contreras.

### Suelo
Los cerros que constituyen Magdalena Contreras son arcillosos de color pardo, amarillentos, cafés, en ellos se encuentran asentados los pueblos de San Nicolás Totolapan, La Magdalena Atlitic, San Bernabé Ocotepec y San Jerónimo Aculco. 
Son suelos húmedos y con alto porcentaje de materiales orgánicos.
En algunas barrancas así como en sus laderas existen elementos de tipo lacustre o de río compuestos por arenas y cantos rodados, como el que se presenta en la Barranca de San Bernabé.
El estudio edafológico contenido en la carta centenal Ciudad de México E-14-A-39 ubica tres áreas principales de la alcaldía:
a) Al norte y noroeste, abarcando los barrios y pueblos de San Jerónimo, San Bernabé, Anzaldo y Santa Teresa, se encuentran terrenos de textura gruesa y media de teozeminaplico, andosal mólico y húmedo. b) Al sur, oeste y suroeste entendiéndose por una área que llega hasta el valle de Toluca se tienen suelos de andosa: mólico, húmedo, oéxico y vítrico con textura gruesa fina. c) Al suroeste, llegando desde Ciudad Universitaria, al Ajusco y San Nicolás, el suelo es litoral en combinación con teozem y posee textura media.

### Geomorfología
La alcaldía de Magdalena Contreras está formada por un conjunto de estructuras volcánicas, y su conformación orográfica es Cerril (Cerros), el terreno es a base de lomeríos de fuertes pendientes con pequeñas y grandes elevaciones como el Cerro del Judío, La Coconetla, Los Cajetes, Zacazonetla; con barrancas naturales que atraviesan la Cañada de Contreras, El Carbonero, Barranca Hueltatitla, Oxaixtla, Del Rosal, La Malinche, entre otras, esta alcaldía se ubica en el Surponiente de la Cuenca de México, en el extremo Sur de la Altiplanicie Mexicana, hacia el paralelo 19 de latitud Norte, coincide con la situación eje neovolcánico y al Suroeste forma parte de la margen inferior de la Sierra Las Cruces.
Destaca la altitud de sus cerros; el Cerro Plamas se encuentra a 3789 metros sobre el nivel de mar (m s. n. m.), le siguen los Cerros Nezehuiloya a 3760, Palmitas a 3700, San Miguel a 3630, el Cerro Panza a 3600, Tarumba a 3470, Pico Acoconetla a 3400, Sasacapa a 3250, Piedras Encimadas a 3200, Cerro del Judío a 2770 y el Aguajito a 2350.

## Historia
La historia de Magdalena Contreras inicia con la llegada de tribus mexicanas entre los siglos XIII y XIV, fueron ellos quienes le dieron el nombre de Atlitic o “piedra que bebe agua”, por haber encontrado ahí una gran roca que sobresalía en medio de una laguna. Posteriormente, al comienzo de la época colonial llegó al área un grupo de frailes dominicos, los cuales establecen un pueblo y un templo dedicados a María Magdalena, razón por la cual el pueblo y sus alrededores adquieren el nombre de Magdalena de Atlitic.
El español Jerónimo de León en 1543, estableció el primer batán (fábrica de telas corrientes). A raíz de los asentamientos humanos y fabriles aumentó la demanda de agua, la cual originó la repartición de la corriente del río Magdalena. A finales del siglo XVIII un grupo de empresarios españoles estableció cerca del pueblo Magdalena una fábrica de textiles de algodón, ocasionando el crecimiento del pueblo y el desarrollo de la economía; a finales del siglo XIX la corriente del río Magdalena movía la maquinaria textil de las fábricas de Contreras: La Magdalena, El Águila Mexicana, Tizapán, Santa Teresa y Loreto. Estas fábricas fomentaron la consolidación de barrios para sus trabajadores, éstos generalmente se ubicaban en los alrededores de las fábricas; y le permitían a los propietarios y administradores vigilar a los obreros en su cotidianidad, contar con su disponibilidad y aumentar la eficiencia de la producción. Un ejemplo de barrio que guarda estas características es el barrio de las Calles. 
Magdalena Contreras representó una zona importante para el crecimiento del Distrito Federal; con el tiempo y tras la construcción en 1963 del segundo tramo del Anillo Periférico, los asentamientos se expandieron, y para 1970 se registra un fuerte crecimiento y la creación de nuevas colonias y fraccionamientos por ejemplo: el conjunto residencial Santa Teresa, Pedregal II, Pueblo Nuevo, Potrerillo, El Rosal, El Tanque, El Toro, etc. Entre 1970 y 1980 la expansión se concentró hacia el poniente, principalmente en lo que se conoce como Cerro del Judío; tal incremento se desarrolló bajo la carencia de infraestructura y servicios, así es como surgen los primeros asentamientos humanos en suelo de conservación. Actualmente casi todas las colonias tienen un alto nivel de consolidación, hacen el contraste las colonias ubicadas en suelo de conservación ya que se encuentran en condiciones irregulares y deplorables.

### Ferrocarril en Contreras
El 11 de diciembre de 1897 se inauguró oficialmente  la vía Ferrocarril México-Cuernavaca y el Pacífico entre la México y Cuernavaca conocido como ferrocarril del Balsas, el entonces presidente Porfirio Díaz. Dio la llegada del ferrocarril lo que prácticamente dio vida a muchos lugares del país y no podía ser la excepción, en la zona de La Magdalena Contreras, donde incluso se dio gran impulso a la industria textil y a las plantas generadoras de energía, de ahí el nombre del parque de Los Dinamos. Fue posible, entonces, el traslado y circulación de materiales para la producción de bienes de consumo, que hasta entonces fue sumamente difícil debido a la orografía y a los escasos medios de comunicación terrestres. En Contreras surge a la industrialización a través de sus fábricas textiles, siendo de las más importantes la de Magdalena que contaba con 8 mil 400 usos y era una de las mejor equipadas, al igual que la fábrica El Águila que encontraron su mayor esplendor gracias a la cercanía que tenían con el paso del ferrocarril, lo que les permitía poder comercializar la producción en otros lugares.
Durante décadas la vida productiva de la alcaldía Magdalena Contreras giró en torno a la presencia del ferrocarril México-Balsas, el cual a la vez que brindaba trabajo a muchos contrerenses, también permitía el tránsito constante de mercancías. Muchas generaciones de contrerenses crecieron con la cultura ferroviaria, alimentada por la experiencia laboral de los jefes de familia que promovieron el respeto y admiración por este oficio. En 1997, después de casi cien años de servicio enlazando las ciudades de México, Cuernavaca, Iguala y varios pueblos mineros cerca del río Balsas, quedó suspendido el servicio de ferrocarril a la ciudad de Iguala, La Magdalena Contreras recibe la noticia de la suspensión de actividades del Ferrocarril del Balsas, producto de la expansión urbana que inevitablemente reclama un mayor número de espacios y nuevos métodos de transporte y comercialización. 
Ante este hecho, las todavía autoridades delegacionales, de manera conjunta con la propia comunidad contrerense, inician las gestiones necesarias ante Ferrocarriles Nacionales de México con la finalidad de rescatar el espacio físico de la "Estación de Contreras", en torno a la cual había encontrado sustento buena parte de la historia contemporánea de los contrerenses.
Sensibles a la petición, se logra rescatar este espacio y algunos elementos propios de la actividad ferroviaria, entre ellos vagones y maquinaria que fueron utilizados durante la época de auge de este transporte. Dos locomotoras General Electric B23-7 permanecieron inertes en las vías de la estación Iguala, junto con varios furgones que eran usados para transportar granos, agroquímicos, azúcar, cemento, combustibles, lubricantes y diversos minerales.
Una vez concluidas las negociaciones se establece el planteamiento de realizar en este espacio un parque recreativo-cultural que mantuviera vivo el recuerdo de la importancia de la época ferroviaria en Contreras; se delimita el espacio y se establecen zonas con jardines y de exhibición de algunos vestigios para disfrute de los usuarios. El Parque de la Estación, ubicado en el vértice de las avenidas Álvaro Obregón y Emilio Carranza, alberga murales dedicados a la historia ferroviaria de Magdalena Contreras, pintados por el contrerense muralista Ariosto Otero. La estación ferroviaria aún se encuentra a un costado de lo que fue la fábrica de La Magdalena, a la que anteriormente tenía acceso.

## Política y gobierno

### Alcaldes
- (2024 - ): Fernando Mercado Guaida
- (2021 - 2024): Gerardo Quijano Morales
- (2018 - 2021): Patricia Ortiz Couturier

### Jefes delegacionales
- (2015 - 2018): Fernando Mercado Guaida
- (2012 - 2015): Leticia Quezada Contreras
- (2009 - 2012): Eduardo Hernández Rojas
- (2006 - 2009): Héctor Guijosa Mora
- (2003 - 2006): Héctor Chávez López

- (2000 - 2003): Carlos Rosales Eslava
- (1997 - 2000): Luis Guillermo Ysusi Farfán

### Delegados
- Hugo Castro Aranda.
- Eugenio Hinojosa Cuéllar.
- Fernando de Garay y Arenas.
- Ramón Ojeda Mestre.
- Miguel Ángel Dávila Mendoza.
- Amado Treviño Abate.
- Roberto Madrazo Pintado.
- Humberto Zesati Andrade.
- Francisco López Cámara.
- Rodolfo Canales Cabrera.
- Leandro Gómez Chapa-
- Santiago Ibáñez Llamas.
- Salvador Padilla Flores.
- Jorge Villela Bonita.
- José de la Cueva y Pardo.
- Salvador Mena Rosales.
- Miguel Hernández Roldán.
- Leonardo Márquez Oliver.
- Eulalio Cabañas.
- Estanislao Martínez.
- Antonio Acuña.
- Rafael Bruno Aguilar Montellano (Delegado también en Coyoacán e Iztacalco).
- Rafael Arreygue.
- Rafael Castillo.
- Antonio de la Peza.
- Elías Serranía Mercado.
- Francisco del Olmo.
- Ángel G. Vargas.

## Iglesias representativas
En el siglo XVI con la evangelización, en Ocotepec se constituye la iglesia de San Bernabé Ocotepec, un templo que adquiere como patrón a San Bernabé Apóstol, cuyo retablo principal es de estilo barroco. Visto que fue edificada sobre un templo prehispánico, en el atrio se localizan vestigios arqueológicos: parte de un juego de pelota y una urna ceremonial de piedra; el día 11 de junio se festeja a su santo patrón y se encuentra ubicada entre las calles de Fresno y Buenavista, en el pueblo de San Bernabé Ocotepec.
Otra de las iglesias representativas de esta alcaldía es la Parroquia de San Nicolás de Tolentino, ubicada en el pueblo de San Nicolás Totolapan, la cual data del año 1535 y fue reconstruida en 1924, de estilo barroco, construida también sobre ruinas prehispánicas.
Otras iglesias importantes son: San Jerónimo Aculco, La Magdalena Atlitic, la Purísima Concepción y la Parroquia de San Jerónimo Lídice.

## Espacios recreativos

### Parque y corredor ecoturístico "Los Dinamos"

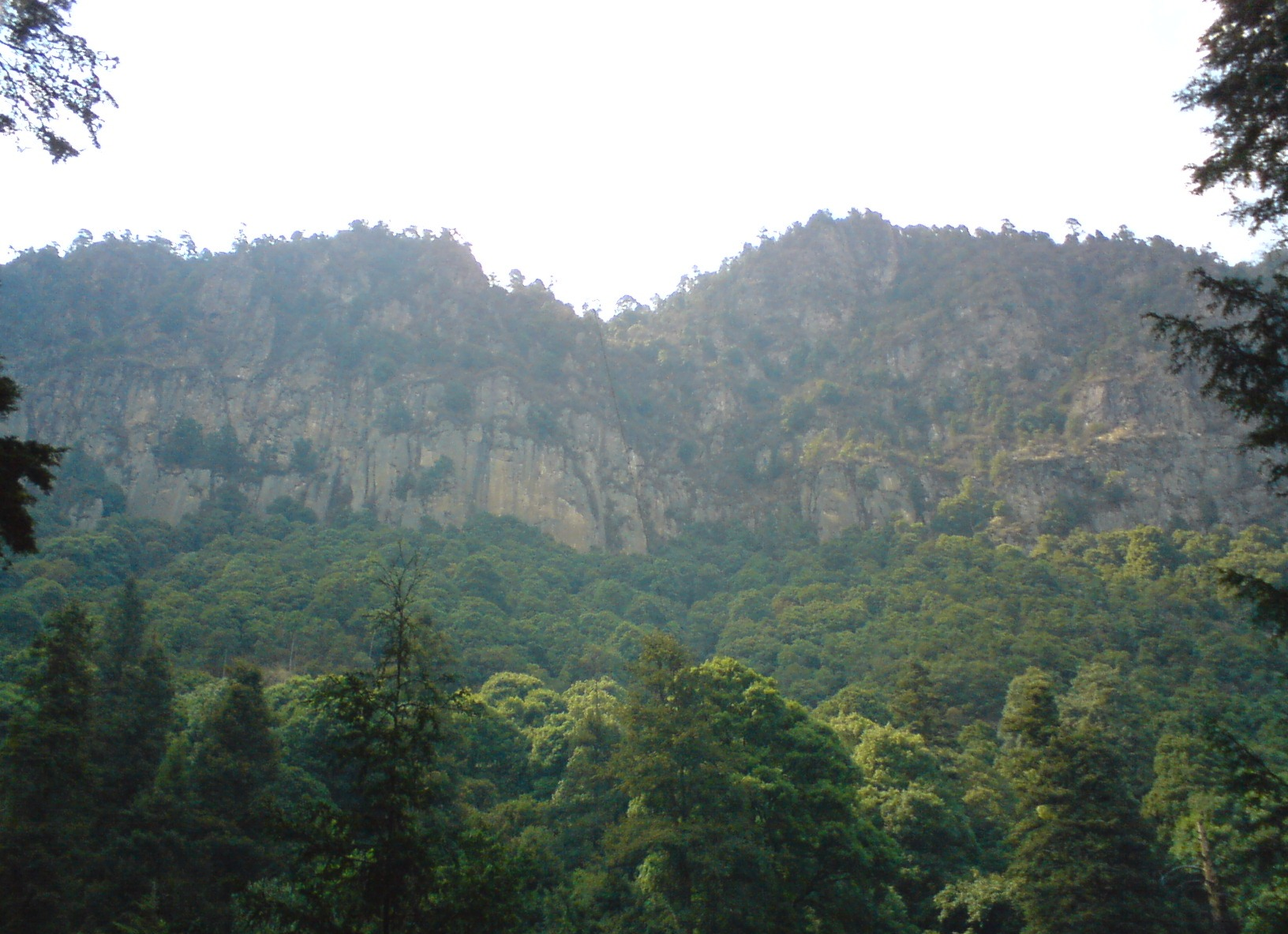
La Coconetla desde el 2° Dinamo.

Este nombre proviene del tiempo del Porfiriato, ya que se instalaron cuatro plantas generadoras de energía eléctrica haciendo uso del río Magdalena, que es uno de los cuerpos más importantes de la ciudad, debido a que es el único río vivo en la Ciudad de México, con el propósito de abastecer a seis fábricas textiles: La Magdalena, La Alpina, Puente Sierra, El Águila y La Hormiga, se localiza en el Área Natural Protegida de los Bosques de las Cañada de Contreras.
Este parque tiene una extensión de más de 2,429 hectáreas, su relieve es montañoso y predominan bosques de Pinus Hartwegii, Abies Religiosas y Encino. Habitan diferentes especies de aves, mamíferos, anfibios, reptiles y mariposas.
Pueden realizarse muchas actividades al aire libre como montar a caballo, renta de motos, cuatrimotos, juegos inflables para niños, pesca de trucha arcoíris y albina, ciclismo de montaña, así como paseos, etc. Existen paredes verticales para la escalada en roca, visitadas por deportistas nacionales e internacionales de alto nivel.
Terminando el corredor ecoturístico comienza el tercer Dinamo, en el cual se encuentra el proyecto llamado Paidos Campamentos A.C, el cual es un parque de recreo infantil y turismo alternativo. El lugar ofrece campamentos, senderismo interpretativo, actividades recreativas y de conocimiento ambiental, promueven la sustentabilidad y buscan sensibilizar a los visitantes.

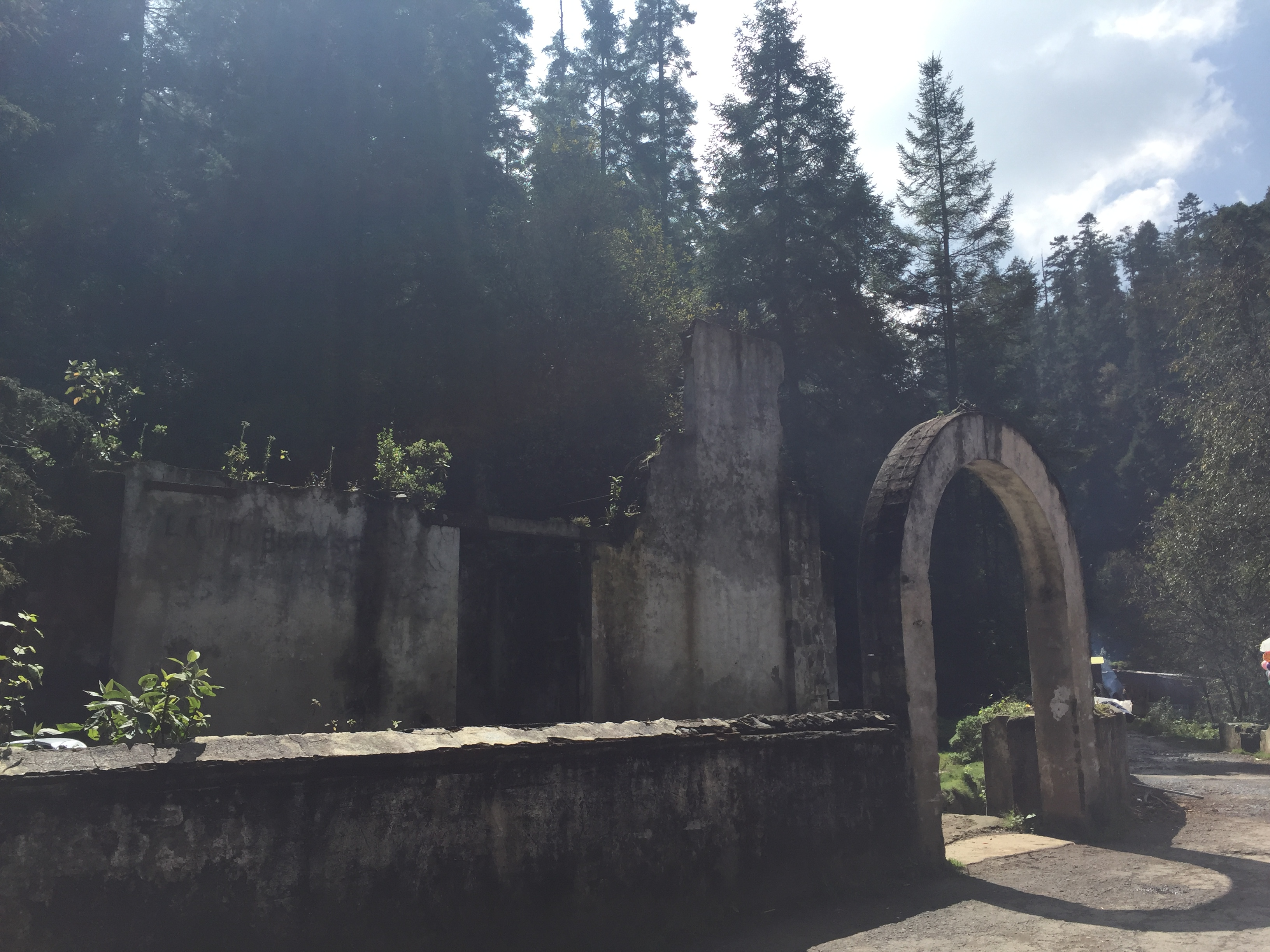
Vestígios de los lugares donde se llevaban a cabo las actividades industriales en el Porfiriato en la zona de los dínamos

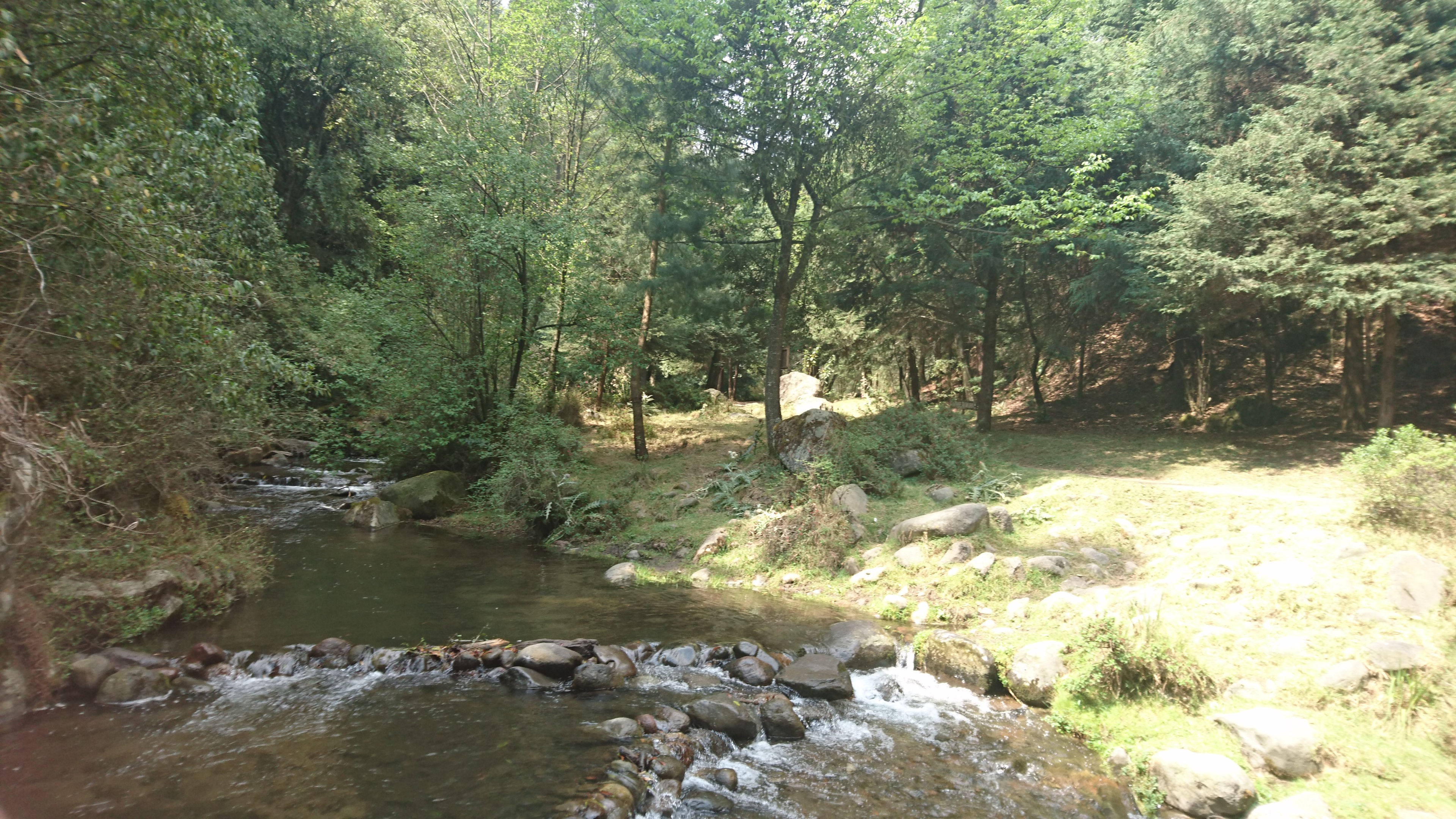
Vista desde el Segundo Dinamo

### Cerro de las Tres Cruces
Aquí existen vestigios arqueológicos donde se realizan representaciones de la crucifixión de Jesucristo, misma en la que se paraliza la colonia "Las Cruces" para observar la representación.
En lo alto de la zona arqueológica de Cerro del Judío se encuentra una pirámide. El Instituto Nacional de Antropología e Historia (INAH) intervino en 2006 para proteger una zona arqueológica que los habitantes de pueblos originarios como San Bernabé, San Jerónimo, San Nicolás Tololapan y Aculco han llamado Mazatépetl (del venado). 

### Parque ecoturístico Comunidad San Bernabé Ocotepec
Siguiendo el ejemplo de los Parques Ecoturísticos de San Nicolás Totolapan y la Magdalena Atlitic, con los que colinda a través de los cerros Cajetes y Meyuca, la Comunidad de San Bernabé Ocotepec ha iniciado esfuerzos para el desarrollo de un Parque Ecoturístico para conservar los densos bosques de pino y oyamel, así como para rescatar y dar a conocer la riqueza histórica que en este lugar existe, ya que se han encontrado vestigios de culturas prehispánicas tan importantes como lo es la existencia de una pirámide en la cima del cerro.
El parque Ecoturístico de San Bernabé Ocotepec es una buena opción para pasar un día en convivencia con la naturaleza ya que ofrece diferentes actividades para toda la familia, como subir al mirador La Peña para observar la Ciudad de México, contemplar el venadario en el que se reproduce el venado cola blanca, acampar, realizar un día de campo, disfrutar de los juegos infantiles, practicar el ciclismo de montaña, escalar en roca y realizar Rapel en las peñas. Cuenta con estacionamiento y vigilancia permanente de los comuneros.
Además de sus atracciones ecológicas y arqueológicas, San Bernabé es una comunidad muy arraigada a sus tradiciones, mantenidas principalmente por los nativos de este lugar, cuyas historias familiares se remontan a tiempos de la Revolución Mexicana y anteriores.
Hay dos celebraciones patronales al año, en marzo dedicada a San José y en junio dedicada a San Bernabé, y todo el que lo desee es invitado a comer lo que es tradición: arroz y mole rojo con pollo en la casa del mayordomo en turno. En Semana Santa se hace una representación de la Pasión de Cristo en la que participan los mismos residentes; se organizan anualmente torneos y aniversarios de los equipos de fútbol llanero que practican este deporte en el campo del pueblo.
Se puede llegar fácilmente en auto subiendo todo Eje 10 Avenida San Jerónimo hasta Avenida Ojo de Agua o Avenida Luis Cabrera siguiendo después por Avenida San Bernabé; o a través del Sistema de Transporte Colectivo (Metro) en las estaciones Universidad, Copilco, Miguel Ángel de Quevedo o Viveros de la Línea 3 (Indios Verdes - Universidad),o bien en la estación Tasqueña de la Línea 2 (Tasqueña - Cuatro Caminos).

## Centros culturales

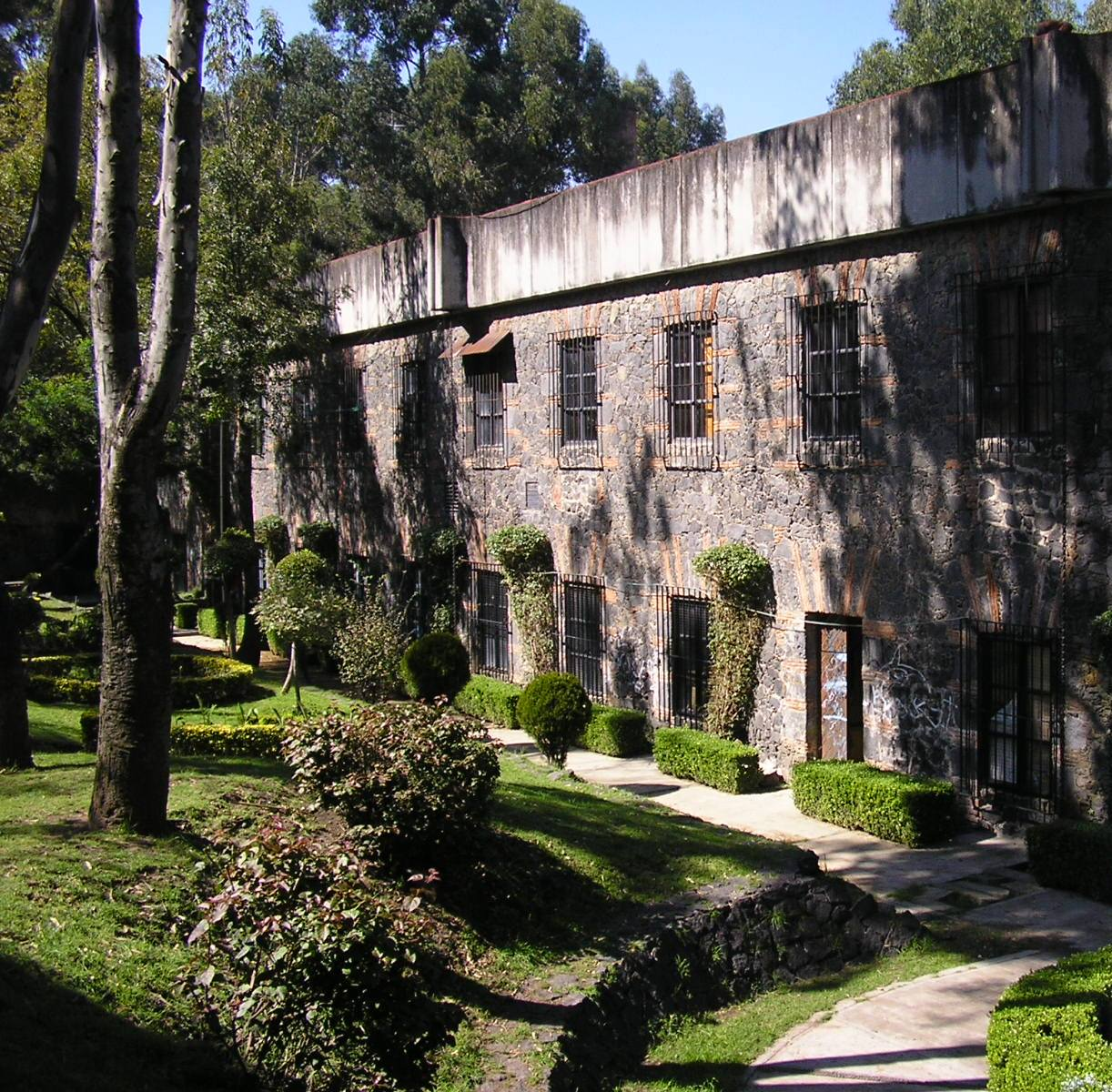
Vista exterior del auditorio del Foro Cultural.

La Casa de las Bellas Artes "Juventino Rosas" Se ubica en Avenida Camino real a Contreras n.º 32, Colonia La Concepción. En este centro se imparten cursos de danza, pintura, pirograbado, piano, guitarra, serigrafía, etc. Está ubicada en la antigua casa de los dueños de la fábrica textil El Águila. Inaugurada el 3 de mayo de 1979 y pertenece al catálogo del INAH como patrimonio histórico. Ubicada donde fuera la Casa Patronal del Obraje de Contreras que data del siglo XVII. La casa lleva el nombre del gran músico 'Juventino Rosas', quien estuvo viviendo por un tiempo en este sitio a lo largo del siglo XIX. En 1888 compuso la obra que lo llevaría a la inmortalidad,“Junto al manantial”, que fue rebautizada como “Sobre las olas”, inspirada en un río que cruza La Magdalena Contreras, en la Ciudad de México.Según su biógrafo, Juan Álvarez Coral, Juventino escribió su obra cumbre apoyado en una mesa de cocina y teniendo como marco sonoro el picoteo de las aves y el derrame de agua de una fábrica cercana.
A unos metros de la Casa de las Bellas Artes se encuentra el Foro Cultural donde se encontraban las instalaciones de la fábrica textil El águila que data del siglo XIX , en el auditorio se puede disfrutar de exposiciones, conciertos y conferencias, además de actividades deportivas. Inaugurado el 3 de mayo de 1979.
Ambos han sido anfitriones de diferentes actividades culturales de nivel internacional, en 2006 se organizó un proyecto entre las autoridades de la demarcación y el embajador de la República Checa en México, Vladimir Eisenbruk, en esa ocasión los artistas Jindrich Soucek, Dávid Kuska, Petr Rezac y su coordinador Peter Kopik, impartieron talleres de artes plásticas (Expresionismo Abstracto) a niñas y niños de 10 a 12 años en La Casa de las Bellas Artes culminando en una exposición de los resultados en el Foro Cultural. Más recientemente, en el mes de marzo la saxofonista alemana Angelika Niescier hizo una presentación como parte de que la Ciudad de México fue la Capital Iberoamericana de la Cultura 2010.

### Centro Cultural Magdalena Contreras
Brinda cursos de iniciación musical y diversos espectáculos culturales y recreativos. Fue desde 1940 El Cine Contreras, también conocido como el cine Víctor Manuel Mendoza. Funcionó como sala Cinematográfica hasta finales de la década de los 70.

## Murales

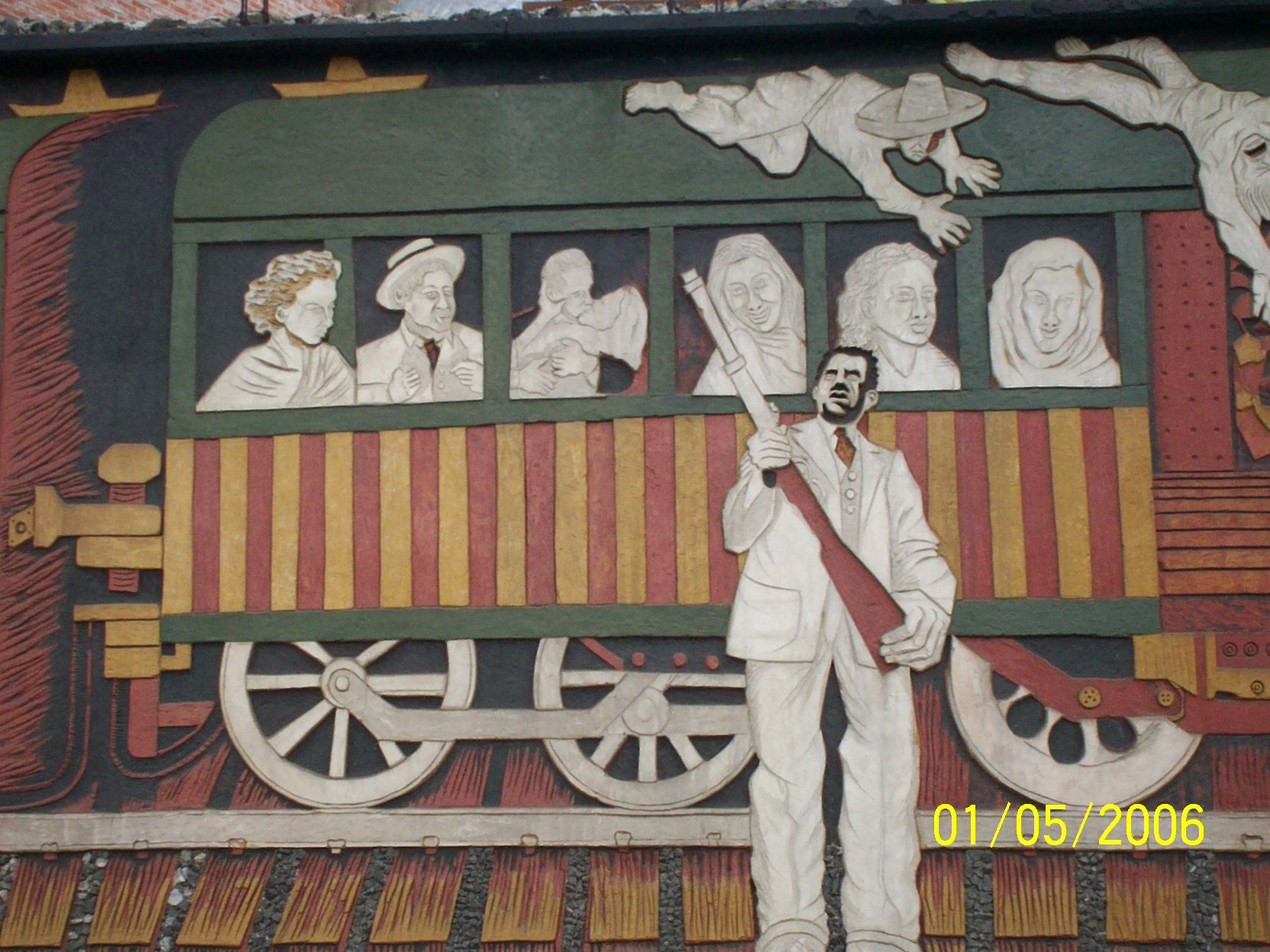
Mural del Artista Ariosto Otero en la explanada delegacional de La Magdalena Contreras.

La gran mayoría son del Artista Ariosto Otero, titulados por ejemplo: El gran círculo de obreros, La identidad, vida y ecología, entre otros.
Se encuentran en la Explanada de la Alcaldía, la biblioteca del Foro Cultural, en el Centro Social Tierra Unida, en el Parque de la Estación y en otros lugares representativos de la demarcación.

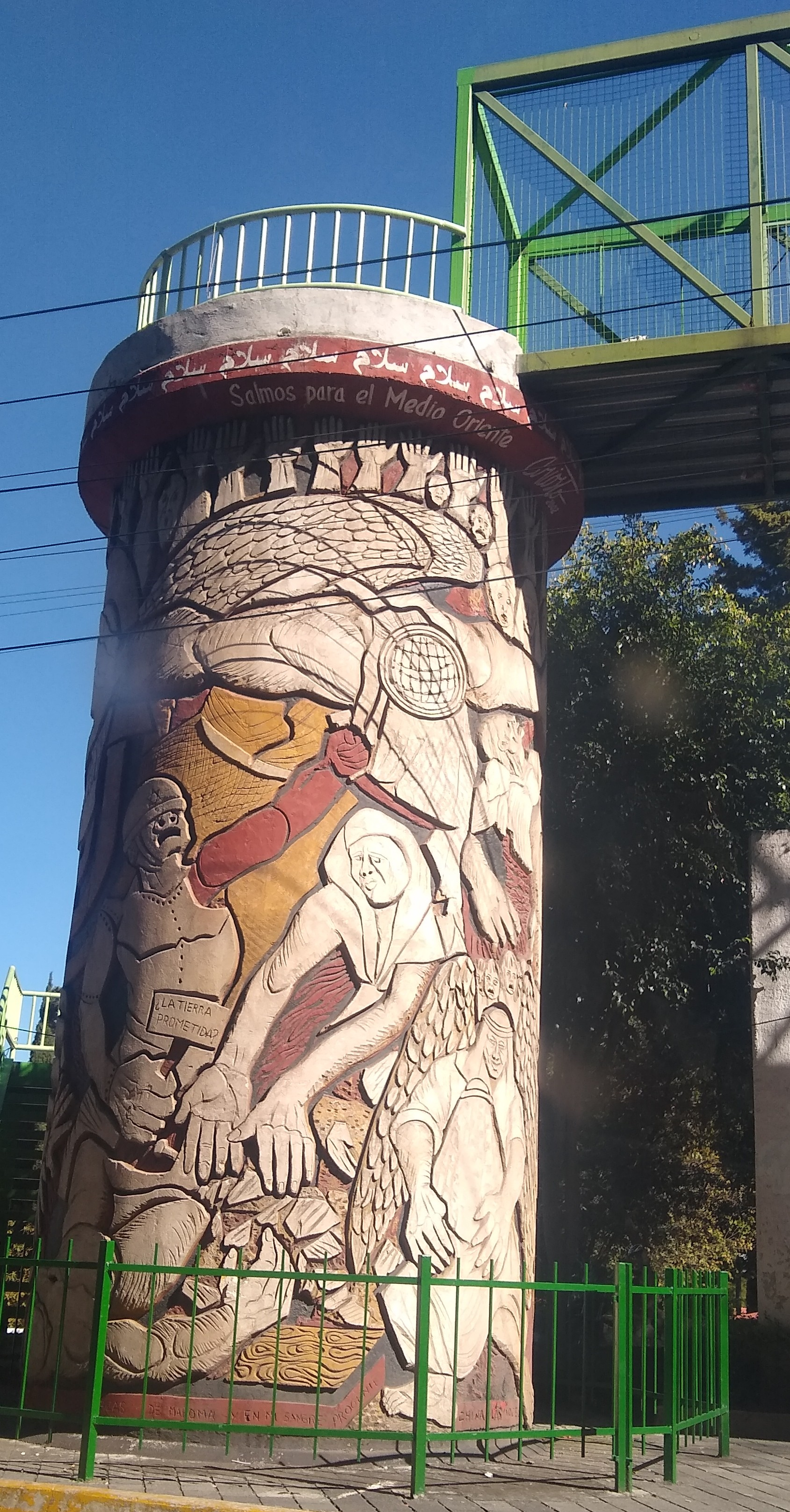
Salmos para el medio oriente, también de Ariosto Otero

## Plazas cívicas
Es la sede del gobierno, cuenta con una asta bandera y monumento a Don Miguel Hidalgo y Costilla, además de un Kiosco. Esta plaza es de las más importantes y antiguas de la alcaldía, en ella se realizan las principales ceremonias cívicas que marca el calendario, además de los honores a la Bandera y la conmemoración del tradicional Grito de Independencia.Se encuentra entre las calles de José Moreno Salido y Álvaro Obregón, en la colonia Barranca Seca.

## Festividades

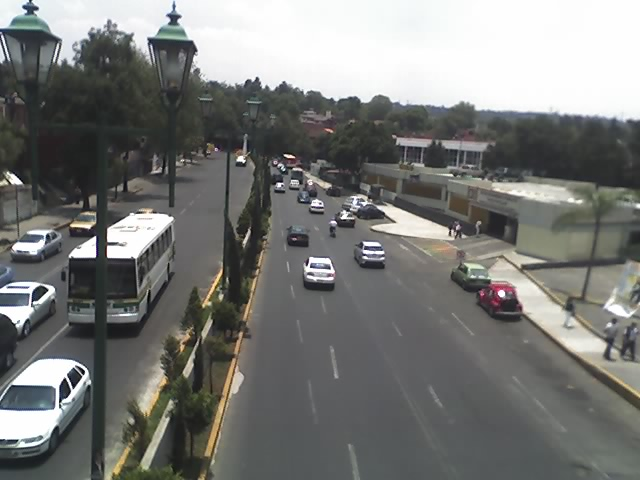
Vista de la Av. Luis Cabrera, a la derecha la "Casa Popular".

Las fiestas tradicionales son eminentemente religiosas. El catolicismo constituye una de las manifestaciones de cultura transmitida por generaciones. Actualmente el 94,5% de la población es católica.
Una de las actividades que más llaman la atención, es la representación de la pasión de Cristo. El Pueblo de San Bernabé Ocotepec es uno de los pueblos originarios de la Ciudad de México que ininterrumpidamente celebra la Semana Santa, en el centro del pueblo y en el Cerro del Judío se escenifica la pasión de Cristo,la ruta de la Crucifixión sale por la calle principal de San Bernabé para enfilarse al Cerro del Judío, en ambas calles se sitúa la muchedumbre en una romería llena de puestos de todo tipo de vendimias y bebidas y también se lleva a cabo la celebración de la "Quema de Judas" que consiste en la quema de elementos pirotécnicos.
Sigue a esta tumultuosa crucifixión la casi total concentración de los actores, entre calmas silenciosas, conversaciones y risas absorbidas con actos del drama del calvario. El acto de más acción dramática es la carrera del escuadrón del Centurión Cornelio para salvar a Cristo en gratitud de que sanó a su criado: llega cuando Cristo ya había expirado y su intempestiva llegada atiza a la concurrencia que a empujones abre valla. Cornelio atribulado se duele de Jesús inmolado en la Cruz y de María inconsolable.
Cada pueblo, parroquia y capilla tiene su santo patrón, cuyo día da ocasión usualmente a las fiestas de las comunidades.
La religión desempeña una parte importante en la vida de la comunidad. Mediante las hermandades, comisiones o mayordomías se logra estrato social y el mérito religioso.
Las manifestaciones religiosas pueden agruparse bajo dos encabezados principales: el culto básico (bautismo, confirmación, primera comunión, matrimonio, etc.) y los cultos especiales de Cristo, María y los Santos, que dan lugar al ciclo anual de días festivos: las fiestas de los Santos Patronos, así como a las representaciones dramáticas populares, las leyendas pías, las historias milagrosas y el conjunto de creencias menores.

## Autopista urbana poniente
Actualmente la demarcación es cruzada por la autopista urbana poniente, que conecta la Avenida Luis Cabrera con la zona corporativa conocida como Santa Fe. Esta autopista es de cuota. Su realización y uso tiene varias opiniones encontradas debido a su trazado, a la expropiación de predios y al empeño (confrontaciones de granaderos contra vecinos) que el gobierno de Marcelo Ebrard Casaubón dedicó para que esta obra de iniciativa privada se realizara a pesar de la inconformidad de los vecinos de la zona, los cuales argumentaron su oposición a los daños ecológicos en la zona, las expropiaciones y al tráfico inducido en una zona ya colapsada vialmente incluso antes de la obra.

## Transporte público
Por la demarcación corren diferentes rutas de transporte público concesionado.
Ramales con destino final dentro de la demarcación:
- La Magdalena - San Ángel - Viveros de Coyoacán (Ruta 16)
- San Nicolás Totolapan - San Ángel (Ruta 41)
- San Nicolás Totolapan - Metro Miguel Ángel de Quevedo (Ruta 41)
- Oyamel - San Ángel (por la avenida San Bernabé) (Ruta 42)
- Oyamel - Viveros de Coyoacán (por Avenida San Bernabé) (Ruta 42)
- Oyamel - San Ángel (Ruta 66)
- Oyamel - Metro Miguel Ángel de Quevedo (Ruta 66)
- Bosques/Tierra Colorada - Six Flags - Metro Universidad (Ruta 111)
- Bosques/Tierra Colorada - Six Flags - Metro Barranca del Muerto (Ruta 111)
- Oyamel - eje 10 sur - Avenida Aztecas - Metro Tasqueña (Ruta 111)
- Contreras - eje 10 sur - Avenida Aztecas - Metro Tasqueña (Ruta 111)
- Cerro del Judío - eje 10 Sur - Avenida Aztecas - Metro Tasqueña (Ruta 111)
- Cerro del Judío - Avenida Tláhuac - Metro Tezonco (Ruta 112)

Ramales con destino final en otra demarcación, pero que cruzan por territorio de La Magdalena Contreras:
- Popular Santa Teresa (Tlalpan) - San Ángel - Viveros de Coyoacán (Ruta 16)
- Pedregal - Glorieta - Exhacienda (Tlalpan) - San Ángel (Ruta 41)
- Pedregal - Glorieta - Exhacienda (Tlalpan)- Miguel Ángel de Quevedo (Ruta 41)
- Milpas - Chichicaspa (Tlalpan) - San Ángel (Ruta 76)
- Milpas - Chichicaspa (Tlalpan) - Metro Universidad (Ruta 76)

Existen cinco rutas de transporte operadas por la Red de Transporte de Pasajeros de la Ciudad de México (RTP), actualmente Sistema de Movilidad 1 (M1), que cruzan por territorio contrerense:
- Ruta 128: San Bernabé/Oyamel - Metro Universidad
- Ruta 34B: Centro Comercial Santa Fe (Cuajimalpa) - Parque de la Bombilla
- Ruta 123A: Pedregal de San Nicolás/Glorieta - Metro Universidad
- Ruta 126: Magdalena Atlitic (Contreras) - Metro Copilco
- Ruta 127: Judío/Tanque - Metro Copilco